# Pigeon de Bolle
Pour les articles homonymes, voir Bolle.
Espèce
Statut de conservation UICN

 LC  : Préoccupation mineure
Le Pigeon de Bolle (Columba bollii) est une espèce d'oiseaux de la famille des Columbidae.
Le nom normalisé du Pigeon de Bolle commémore l'ornithologue allemand Carl August Bolle (1821-1909), qui le différencia du pigeon des lauriers.

## Description
C'est un pigeon essentiellement frugivore de 36 à 40 cm de long et de 65 à 68 cm d'envergure avec un bec rouge, un plumage gris foncé avec une bande gris clair sur la queue et une poitrine rosâtre.
Il s'agit d'une espèce monotypique, bien que dans le passé le pigeon de Bolle était parfois considéré comme une sous-espèce du pigeon trocaz, dont il est proche génétiquement et phénotypement et vit également en Macaronésie sur l'île de Madère, dans des biotopes similaires.
Il était très abondant  lorsque les îles ont été colonisées pour la première fois par les humains. En 2007, l'espèce a été estimée par la SEO Sociedad Española de Ornitología, BirdLife en Espagne entre 5 000 à 20 000 individus (contre 1 700 en 1994).

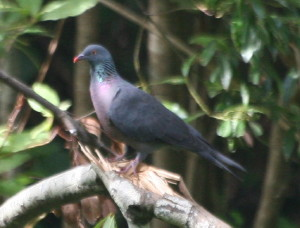
Pigeon de Bolle
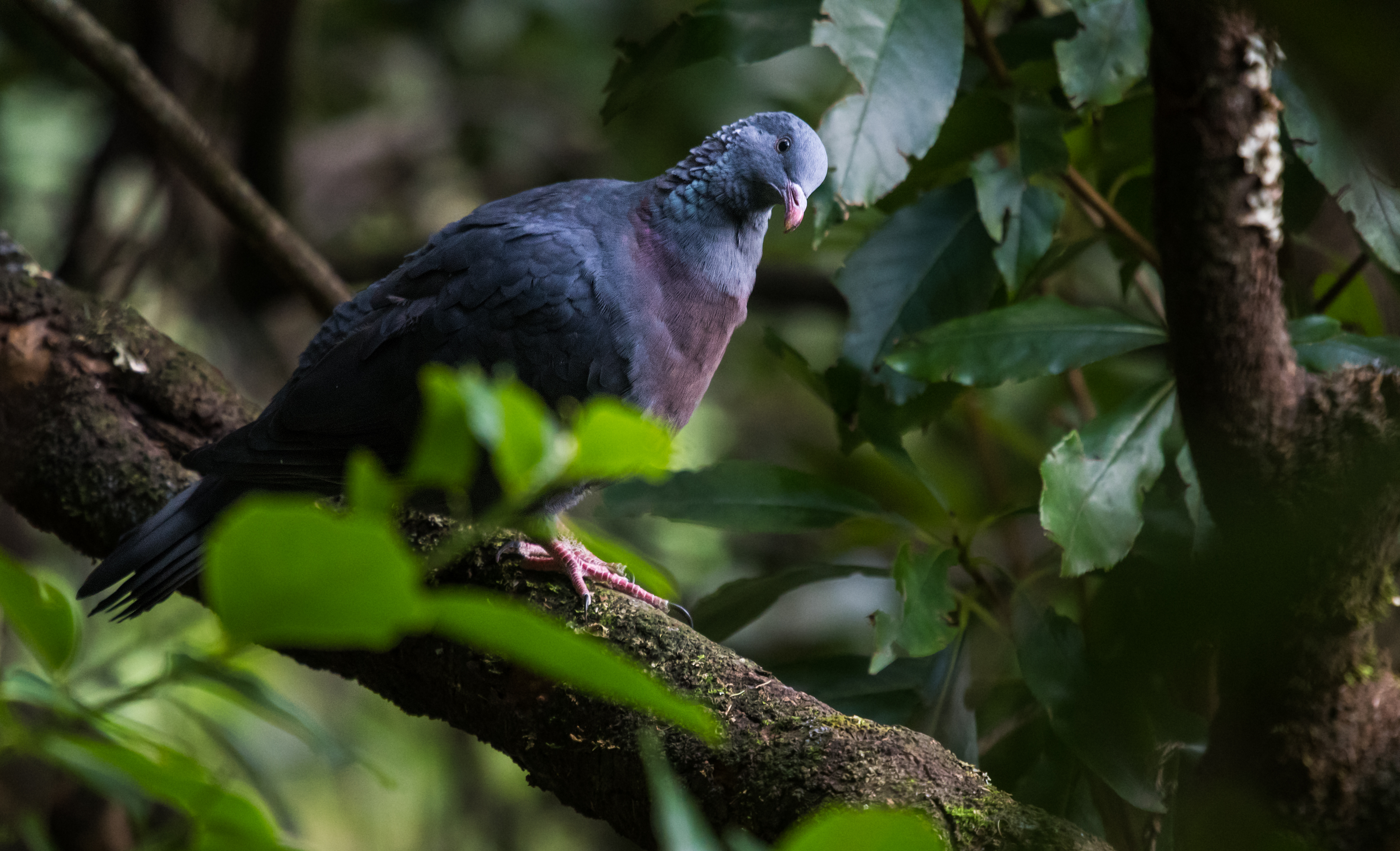
Pigeon trocaz à Madère, espèce proche du pigeon de Bolle

### Comportement
Oiseau plutôt timide, il se nourrit principalement de baies (laurier commun (laurius azorica), laurier des Canaries (Ocotea foetens), Persea indica, Morella faya, Apollonias barbujana, Clethra arborea, Picconia excelsa...) généralement en bandes de 3 à 50 individus, à la fois à terre et dans les arbres des espaces naturels et lorsque la forêt vient à manquer de ressources, il s'aventure en terres agricoles.

### Reproduction
La reproduction a lieu toute l'année avec deux ou trois pontes selon les ressources (période de pointe de février à juin), la nidification se fait dans les arbres entre deux et quinze mètres de hauteur ; la femelle pond généralement un œuf, blanc et lisse qui est incubé pendant 18-19 jours. Le pigeonneau reste 30 à 35 jours dans le nid construit de brindilles.

## Répartition et habitat
Le pigeon de Bolle est endémique de la partie ouest des îles Canaries (Espagne), vit entre 600 et 1500 mètres d'altitude, dans les laurisylves et forêts de bruyères baignées par des bancs de nuages, sur les îles d'El Hierro, La Palma, La Gomera et Tenerife. il a disparu de l'île de Grande Canarie.
Les îles canaries abritent également d'autres espèces de pigeons, le pigeon des lauriers (Columba junoniae) également endémique et deux sous-espèce du pigeon biset: (Columba livia canariensis) endémique et le pigeon des villes (Columba livia domestica) issu du marronnage.

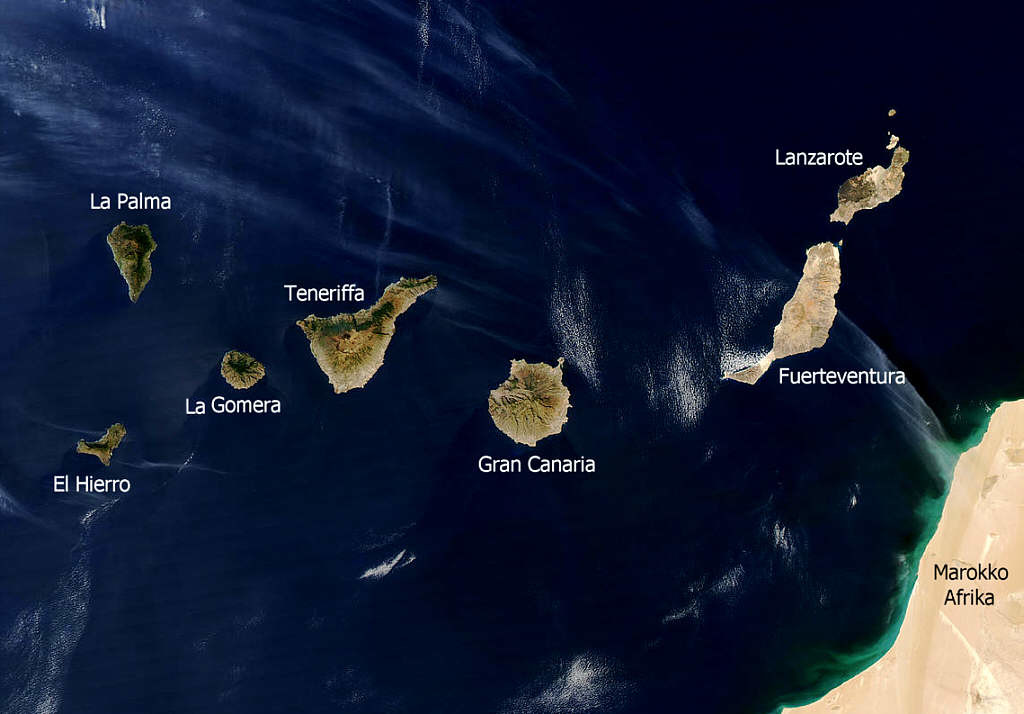
Îles Canaries
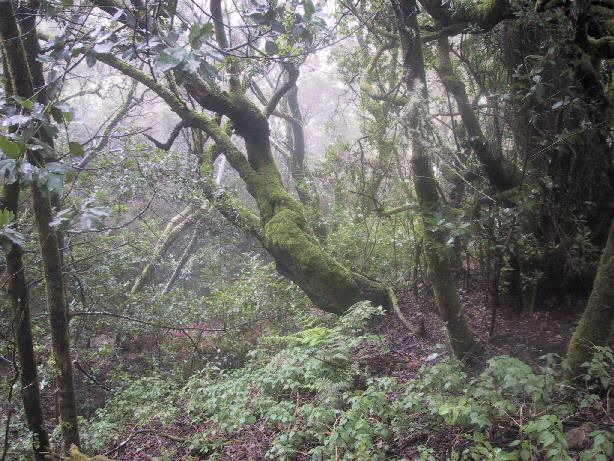
Parc national de Garajonay à La Gomera
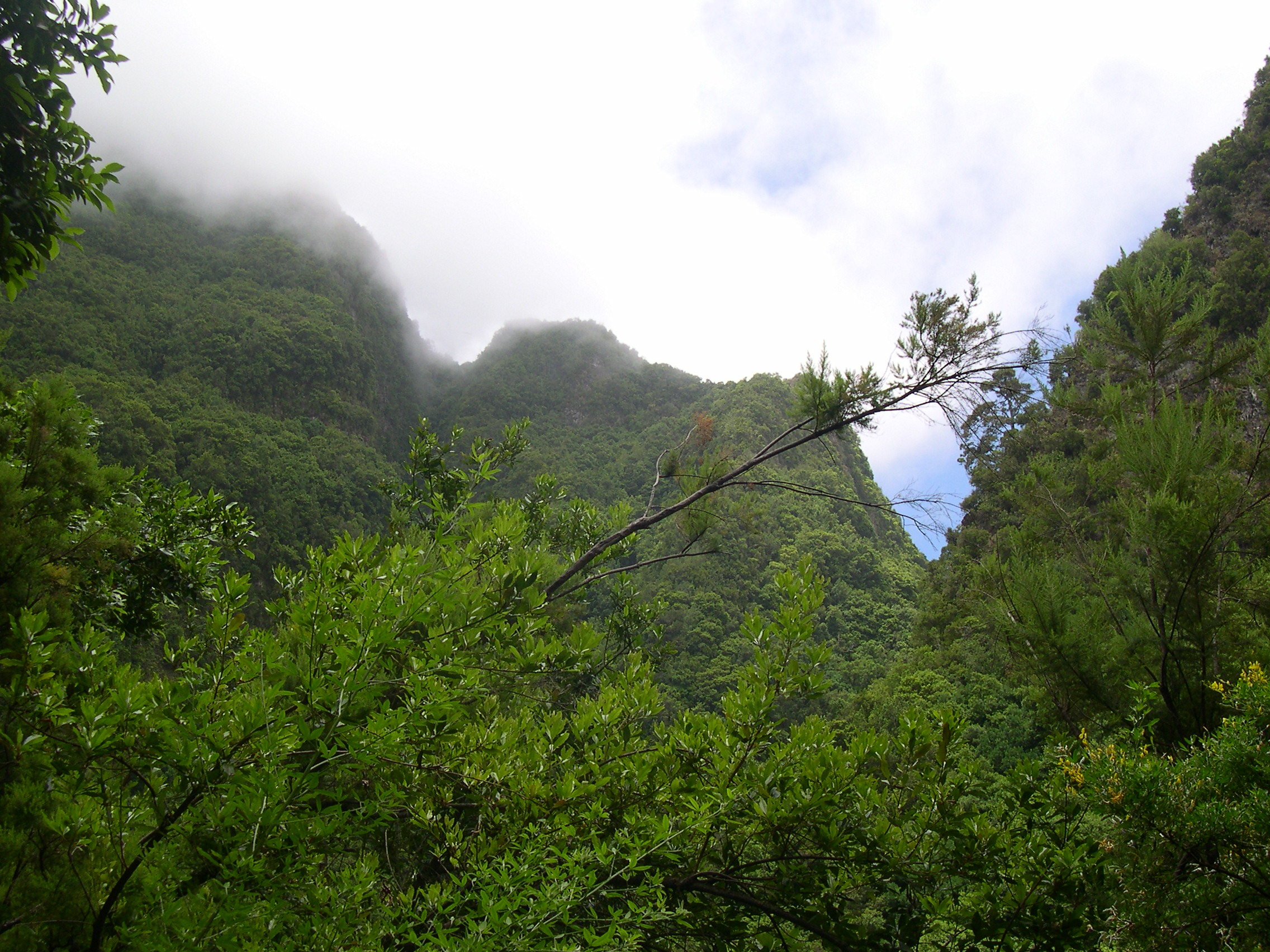
Laurisylve à La Palma
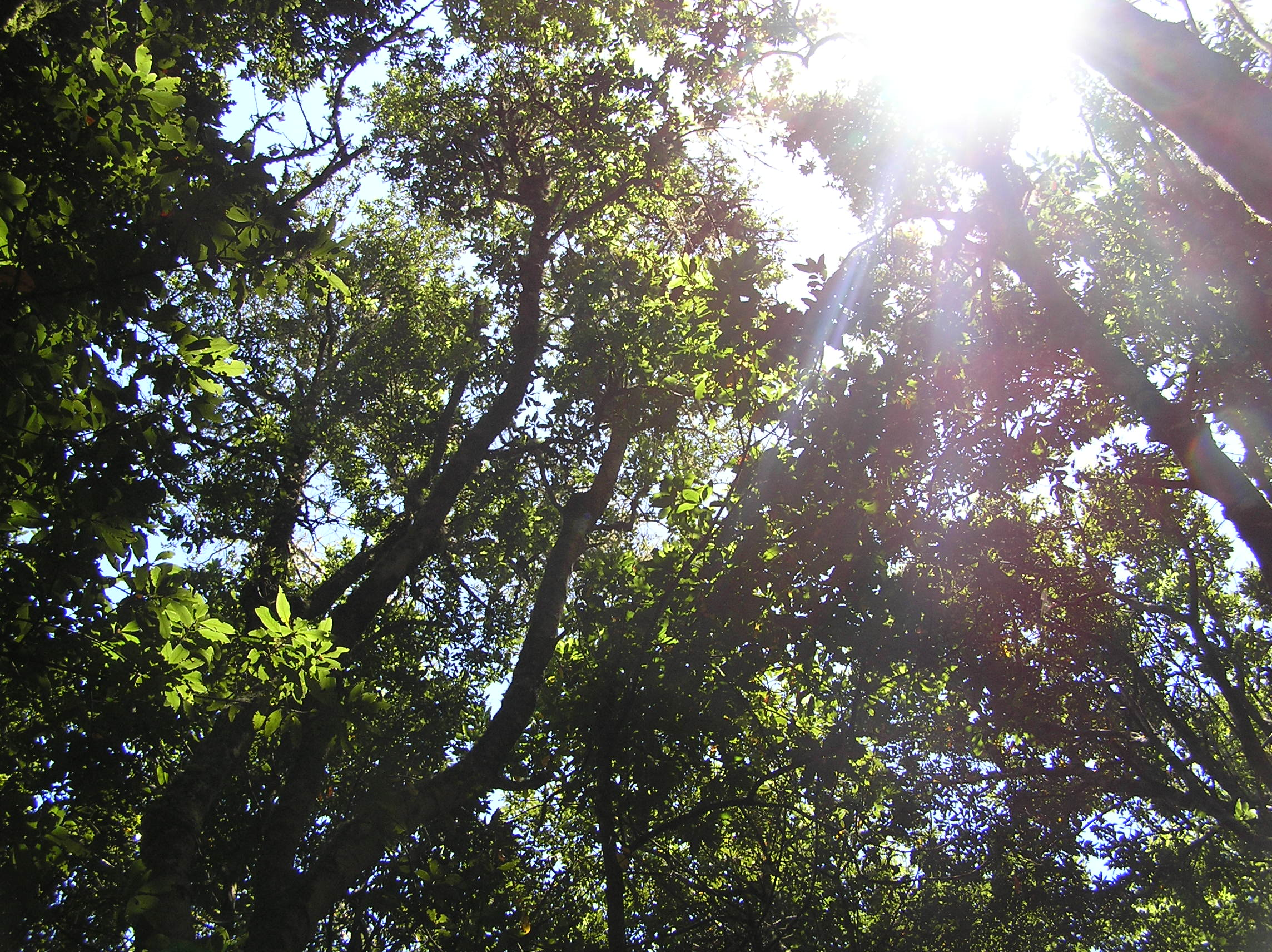
Laurisylve à Tenerife
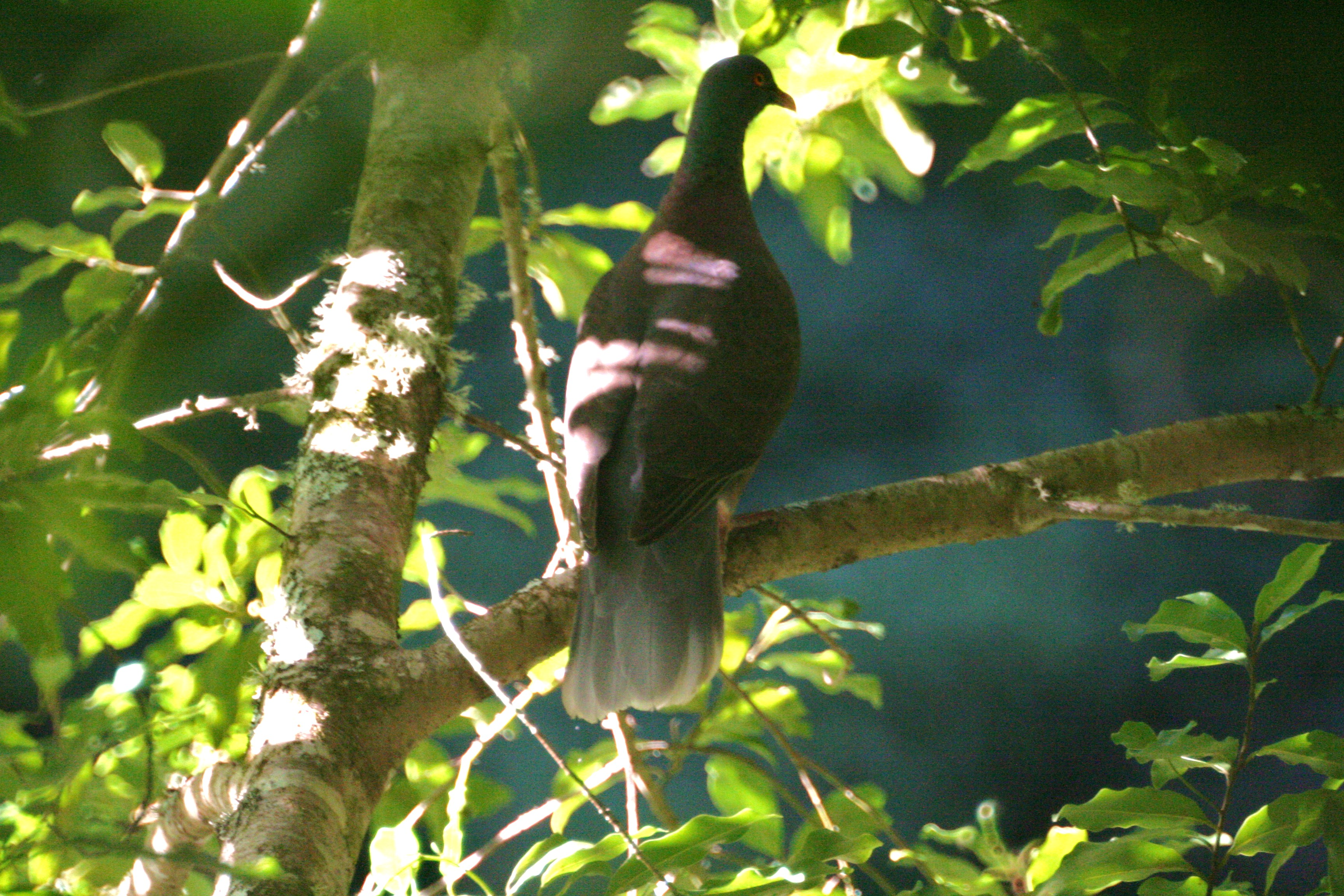
Pigeon des lauriers, espèce sympatrique également endémique des îles Canaries
Pigeon biset, également présent sur les îles canaries